# Ōkubo Nagayasu
Ōkubo Nagayasu est un nom japonais traditionnel ; le nom de famille (ou le nom d'école), Ōkubo, précède donc le prénom (ou le nom d'artiste).
Ōkubo Nagayasu (大久保 長安, 1545-13 juin 1613) est un samouraï de l'époque d'Edo au service du clan Tokugawa. Il travaille comme fonctionnaire d'exploitation minière dans diverses mines contrôlées par les Tokugawa. En raison de son inconduite, il est privé de sa charge et meurt peu après.